# Al-Husajnijja (Damaszek)
Al-Husajnijja (arab. الحسينية) – miejscowość w Syrii, w muhafazie Damaszek. W 2004 roku liczyła 1563 mieszkańców.